# Colombias volleyballlandshold (damer)
Colombias volleyballlandshold repræsenterer Colombia i volleyball. Holdet har deltaget i VM en gang (2022). Holdet har vundet et internationalt mesterskab, sydamerikanske legene 2018,  og har deltaget i en del andre mesterskaber, hvor de har gennem de sidste årtier tilhørt de bedste hold i Sydamerika.